# Ludwig Linsmayer
Ludwig Linsmayer (* 1958 in Landstuhl) ist ein deutscher Historiker und Archivleiter.

## Leben
Linsmayer absolvierte ein Studium der Geschichte, Germanistik, Deutsch als Fremdsprache und Soziologie an der Universität des Saarlandes. 1991 wurde er bei Richard van Dülmen mit einer Studie zur saarländischen Landesgeschichte promoviert. Von 1991 bis 1994 lehrte er an der National University of Singapore europäische Wirtschaftsgeschichte. 1994 wurde Linsmayer zum Leiter des Referates für politische Grundsatzfragen in der Staatskanzlei des Saarlandes berufen. Zugleich war er Regierungsvertreter in der Kommission für Saarländische Landesgeschichte und Volksforschung. Seit 1997 übte er die Fachaufsicht über das Landesarchiv Saarbrücken aus. 2004 wurde er zum Direktor des Landesarchivs ernannt.

## Schriften
- (Hrsg.) Archive im Saarland. Institutionen, Adressen, Bestände. Saarbrücken 2013, ISBN 978-3-9811672-9-0.
- mit Peter Wettmann-Jungblut (Hrsg.): Last aus tausend Jahren. NS-Vergangenheit und demokratischer Aufbruch im Saarstaat (= Echolot, 12). Saarbrücken 2013, ISBN 978-3-9811672-8-3.
- (Hrsg.) Luxemburg in der Großregion – kartografische Meisterwerke aus der Sammlung Fritz Hellwig. Katalog der gleichnamigen Ausstellung im Nationalarchiv Luxemburg (29. Februar – 25. April 2012) = Le Luxembourg dans la Grande Région – chefs-d’oeuvre cartographiques de la collection Fritz Hellwig. Luxemburg 2012, ISBN 978-2-919773-07-7.
- (Hrsg.) 500 Jahre Saar-Lor-Lux. Die Kartensammlung Fritz Hellwig im Saarländischen Landesarchiv (= Echolot. Quellen und Inventare, 2). Saarbrücken 2010, ISBN 978-3-9811672-4-5.
- mit Paul Burgard: 50 Jahre Saarland. Von der Eingliederung in die Bundesrepublik bis zum Landesjubiläum (= Echolot. Historische Beiträge des Landesarchivs Saarbrücken, 5). Landesarchiv Saarbrücken, Saarbrücken 2007, ISBN 978-3-9808556-7-9.
- Das Saarland. Eine europäische Geschichte. [Goethe-Institut, Brüssel, 12. September – 26. Oktober 2007]. Saarbrücken 2007.
- Die Geburt des Saarlandes. Zur Dramaturgie eines Sonderweges (= Echolot. Historische Beiträge des Landesarchivs Saarbrücken, 3). Saarbrücken 2007, ISBN 3-9808556-3-5 (2. Aufl. Saarbrücken 2007, ISBN 978-3-9808556-3-1)
- Der 13. Januar. Die Saar im Brennpunkt der Geschichte. [In memoriam Richard van Dülmen (1937–2004)], Saarbrücken 2005.
- mit Paul Burgard: Der Saarstaat. Bilder einer vergangenen Welt. [In memoriam Erich Oettinger (1905–1963)] = L' etat Sarrois. Images d'un monde passé. 2. Auflage, Saarbrücken 2005.
- Politische Kultur im Saargebiet 1920–1932. Symbolische Politik, verhinderte Demokratisierung, nationalisiertes Kulturleben in einer abgetrennten Region (= Saarland-Bibliothek, 2). Röhrig, St. Ingbert 1992, ISBN 3-924555-70-2.